# 宮本茉奈
宮本 茉奈（みやもと まな、5月25日 - ）は日本の女性声優。ディーカラー所属。東京都出身。

## 人物
以前はオフィス野沢、メディアフォースに所属していた。アミューズメントメディア総合学院出身。
趣味は写真加工、情報収集。特技はファッションコーディネート。

## 出演
太字はメインキャラクター。

### テレビアニメ
出演年不明
- きらりん☆レボリューション（レポーター、ジュリ子、女の子、クラスメイト 他）

2007年
- はたらキッズ マイハム組（クラスメイト）

2008年
- それいけ!アンパンマン（女の子）

2009年
- 極上!!めちゃモテ委員長（2009年 - 2010年、早乙女かおり、まあさ母、保険医、携帯アナウンス）

2010年
- 夢色パティシエール（エマ）

2011年
- 銀魂 シリーズ（2011年 - 2015年、長谷川ハツ、受付、百華、女A、店員、沙織お嬢様） - 2シリーズ

2012年
- 宇宙兄弟（2012年 - 2013年、せりかの母/伊東まちこ）

2014年
- トライブクルクル（2014年 - 2015年、トオル、音咲ユリカ、逆巻先生、女生徒、女子高生）

2016年
- ヘボット!（スケスケッティ、メイドーにょ3号）

2017年
- Dies irae（逃げる女性、リポーター）

2018年
- メジャーセカンド（上級生C、有坂）

2019年
- ゾイドワイルド（ドレイク母）

2021年
- ましろのおと（施設職員B）

2024年
- 黒執事 -寄宿学校編-（アイリーン・ディアス）

### 劇場アニメ
- ハートの国のアリス〜Wonderful Wonder World〜（2011年）
- 宇宙兄弟#0（2014、寺島）
- 劇場版 黒執事 Book of the Atlantic（2017年、ソフィー・スミス）

### OVA
- 黒執事 Book of Murder（2014年、アイリーン・ディアス）

### Webアニメ
- ホリデイラブ（2018年、坂口麗華）

### ゲーム
- ラストストーリー（2011年、イルミナ）
- モンスター娘のいる日常オンライン（2015年、テリオス・曲輪・エナ・アピス）
- Magical Stone（2016年、ミューズ、マリン、ソフィア）
- ガーディアン・プロジェクト（2019年、コロッサス）
- Fate/Samurai Remnant（2023年、女 中年 厳格[4]）

### ドラマCD
- 愛俺!〜男子校の姫と女子校の王子〜俺がメイドで執事がキミで編
- COLD SLEEP（隣人の女）
- 世界一初恋〜羽鳥×千秋編〜（晴香）

### 吹き替え

#### 映画
- アイ,トーニャ 史上最大のスキャンダル
- 陰謀のターゲット（ディーナ）
- ウエスト・サイド・ストーリー（ロサリア〈アナ・イザベル〉[5]）
- クラバート 闇の魔法学校（カントーカ）
- ベルリン・クラッシュ
- ホーンテッドマンション[6]

#### ドラマ
- スハウエンダム 〜12の疑惑〜（テッサ・デ・ハーン〈エヴァ・ラウレンスン〉[7]）
- ロイヤルファミリー

#### アニメ
- 整形水
- パウ・パトロール ザ・ムービー（カルメン[8]）

### シリーズ一覧
1. ↑  第2期『銀魂'』（2011年 - 2013年）、第3期『銀魂゜』（2015年）